# Mare de Déu de Pallerols (la Sénia)
Mare de Déu de Pallerols és una obra de la Sénia (Montsià) inclosa a l'Inventari del Patrimoni Arquitectònic de Catalunya.

## Descripció
Capella-pedró considerada ermita del poble, en el cim de la muntanya de Pallerols, on es venera la imatge de la Mare de Déu del mateix nom. Construcció popular molt simple, formada per un pilar de maçoneria emblanquinat d'uns 2 metres d'alçada i 50 cm de costat, a sobre del qual hi ha una petita capella de paret de 40x40 cm. i coberta a dues vessants de rajola de terrat per aixoplugar la imatge de la Verge. De la base del pilar neix una font natural. De l'any 1975 ençà la parròquia hi ha fet obres de millora, protegint la capella amb un cobertís a manera de baldaquí i construint a prop un berenador.

## Història
L'origen de la veneració a la Verge de Pallerols al poble sembla que es remunta al segle xviii, quan es van escriure els goigs dedicats a ella. La capella-pedró però no fou aixecada fins a 1942-43. Hom creu que abans hi havia simplement la imatge de la Verge sobre la font. Pel que fa a les imatges, es té notícia de cinc, dues d'elles destruïdes amb la Guerra Civil; la més moderna, esculpida per Bach-Esteve de Tarragona i beneïda el 1963, es troba a la capella que hi ha dedicada a la Verge a l'església parroquial. La festa de Pallarols abans celebrada dintres les festes majors ha vist un ressorgiment d'ençà que el 1954 es va traslladar alt tercer diumenge de setembre; aquest dia hom engalana els carrers pels que passa la processó amb catifes de serradures pintades fent dibuixos, el diumenge abans es va en romeria fins a l'ermita.